# Sender de Pals

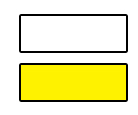
Marca de Sender de Petit Recorregut

El PR-C 108 és un sender circular, abalisat com a Petit Recorregut, pel terme de Pals que passa per la part més alta (el mirador del Quermany Gros) i la part més baixa, amb els arrossars i l'espai protegit de les Basses d'en Coll.. Enllaça amb el   GR-92 

## Característiques
Durada: 4:46 h
Distància: 20,48 km
Comarca: Baix Empordà

## Descripció de l'itinerari
| Temps Totals | Distàncies Totals | Punt itinerari                                                 |
| ------------ | ----------------- | -------------------------------------------------------------- |
| 0:00 h       | 0,000 km          | Pals, aparcament del carrer Abeurador. Enllaça amb el GR-92    |
| 0:21 h       | 1,411 km          | Bifurcació. Enllaça amb el GR-92                               |
| 0:40 h       | 3,258 km          | Cruïlla prop del Quermany Gros.                                |
| 0:53 h       | 4,750 km          | Mines d'en Bofill.                                             |
| 1:23 h       | 6,768 km          | Enllaça amb el GR-92 i casa de Can Pou de ses Garites.         |
| 1:32 h       | 7,123 km          | Enllaç SL de la Font de Can Pou.                               |
| 1:35 h       | 7,236 km          | Bifurcació. Enllaça amb el GR-92                               |
| 1:50 h       | 8,227 km          | Enllaç SL de la Font de Can Pou.                               |
| 2:10 h       | 9,631 km          | Rotonda de la carretera de Pals a la platja.                   |
| 2:40 h       | 11,882 km         | Casa d'informació de l'espai protegit de les Basses d'en Coll. |
| 2:53 h       | 12,870 km         | Mirador de les Basses d'en Coll.                               |
| 3:17 h       | 14,590 km         | Mas Gelabert.                                                  |
| 3:46 h       | 16,714 km         | Molí de Pals i carretera C-31.                                 |
| 3:52 h       | 17,155 km         | Es deixa la carretera.                                         |
| 4:13 h       | 18,550 km         | Riera Grossa. Enllaça amb el GR-92                             |
| 4:46 h       | 20,480 km         | Pals, aparcament del carrer Abeurador. Enllaça amb el GR-92    |